# Zimbabwe Stock Exchange
Die Zimbabwe Stock Exchange, oder ZSE, ist die offizielle Börse von Simbabwe. Seit 1993 ist sie für ausländische Investitionen geöffnet.

## Geschichte
Die erste Börse in Simbabwe wurde 1896 in Bulawayo eröffnet. Diese war allerdings nur sechs Jahre tätig, während in Gweru und Mutare andere Börsen den Wertpapierhandel ermöglichten. Nach dem Zweiten Weltkrieg, im Jahr 1946, wurde der Handel wieder in Bulawayo aufgenommen. 1951 wurde ein Ableger in Salisbury geschaffen.

## Unternehmen
Es sind 66 Unternehmen an der ZSE gelistet. (Stand: Juni 2014)

## Indizes
Es gibt zwei Indizes, den Zimbabwe Industrial Index und den Zimbabwe Mining Index.

## Mitgliedschaften
Die Börse ist Mitglied in:
- African Securities Exchanges Association
- Sustainable Stock Exchanges Initiative